# Elydnus simplex
Elydnus simplex är en skalbaggsart som först beskrevs av J. Linsley Gressitt och Yves Rondon 1970.  Elydnus simplex ingår i släktet Elydnus och familjen långhorningar.
Artens utbredningsområde är Laos. Inga underarter finns listade i Catalogue of Life.